# Bachovitsa
Bachovitsa (bulgariska: Баховица) är ett distrikt i Bulgarien.   Det ligger i kommunen Obsjtina Lovetj och regionen Lovetj, i den centrala delen av landet, 120 kilometer öster om huvudstaden Sofia.
Trakten runt Bachovitsa består till största delen av jordbruksmark. Runt Bachovitsa är det ganska tätbefolkat, med 60 invånare per kvadratkilometer.